# Championnat de France de floorball 2011-2012
Navigation
Édition précédente Édition suivante
Le Championnat de France de floorball D1 2011-2012 est la 8e édition de cette compétition. Le premier niveau du championnat oppose pour cette saison 8 équipes séparées en 2 poules géographiques.
En saison régulière, chaque équipe affronte les membres de sa poule à deux reprises, et ceux de l’autre poule une fois, soit un total de 10 matchs par équipe. Les rencontres se déroulent en 3 périodes de 20 minutes, temps continu.
Les phases finales opposent d’une part les 2 premiers de chaque poule pour le titre de champion, et d’autre part les 2 derniers de chaque poule pour le maintien en Division 1, sachant que deux équipes sont reléguées en Division 2 pour la saison suivante.
Le championnat a débuté le 29 octobre 2011 et s'est terminé le 13 mai 2012. Les Pirates du Rhone sont titrés champion de France de floorball D1 pour la première fois après une victoire en finale face au Tigres du Grésivaudan sur le score de 4 buts à 3. Les deux équipes étaient finalistes pour la première fois de leur histoire.
Dans le bas de tableau, les Chats Biterrois et le Nordiques Floorball Club sont relégués en Division 2.

## Première division

### Équipes
| \| Lyon Floorball Club Rascasses de Marseille Paris Université Club IFK Paris Isere Gresivaudan Floorball Nordiques Floorball Club Chats Biterrois Hoplites d'Ambiani \| Localisation des clubs |
| Lyon Floorball Club Rascasses de Marseille Paris Université Club IFK Paris Isere Gresivaudan Floorball Nordiques Floorball Club Chats Biterrois Hoplites d'Ambiani                              |

À la suite des résultats de la saison 2010-2011, les deux équipes suivantes ont rejoint la D1 : Hoplites d'Ambiani 1 (Amiens) et Chats Biterrois (Béziers), alors que les deux équipes suivantes ont été reléguées en D2 : Canonniers de Nantes et Ericsson Vikings (Massy) pour la saison 2011-2012.

### Classement final de la saison régulière

#### Poule A
| Classement | Nom de l'équipe             | Points | Matchs joués | Victoires | Nuls | Défaites | Buts pour | Buts contre | Différence |
| ---------- | --------------------------- | ------ | ------------ | --------- | ---- | -------- | --------- | ----------- | ---------- |
| 1          | IFK Paris                   | 18     | 10           | 9         | 0    | 1        | 77        | 18          | +59        |
| 2          | PUC (Paris Université Club) | 13     | 10           | 6         | 1    | 3        | 55        | 26          | +29        |
| 3          | Hoplites d'Ambiani (Amiens) | 6      | 10           | 3         | 0    | 7        | 30        | 59          | -29        |
| 4          | Nordiques Floorball Club    | 0      | 10           | 0         | 0    | 10       | 18        | 84          | -66        |

#### Poule B
| Classement | Nom de l'équipe           | Points | Matchs joués | Victoires | Nuls | Défaites | Buts pour | Buts contre | Différence |
| ---------- | ------------------------- | ------ | ------------ | --------- | ---- | -------- | --------- | ----------- | ---------- |
| 1          | Tigres du Grésivaudan 1   | 15     | 10           | 6         | 3    | 1        | 47        | 21          | +26        |
| 2          | Lyon Pirates du Rhone     | 14     | 10           | 6         | 2    | 2        | 44        | 31          | +13        |
| 3          | Rascasses de Marseille    | 10     | 10           | 4         | 2    | 4        | 48        | 40          | +8         |
| 4          | Chats Biterrois (Béziers) | 4      | 10           | 2         | 0    | 8        | 17        | 57          | -40        |

- Qualification pour les Playoffs
- Qualification pour les Playdowns

### Résultats

#### Matchs intra-poules
Les équipes d'une poule se rencontrent en match aller-retour

##### Poule A
| Résultats (dom.\ext.)                                      | AMI  | IFK  | NOR  | PUC  |
| Hoplites d'Ambiani                                         |      | 0-9  | 5-4  | 2-7  |
| IFK Paris 1                                                | 10-1 |      | 11-0 | 7-2  |
| Nordiques FC                                               | 5-6  | 1-14 |      | 1-10 |
| Paris Université Club 1                                    | 2-3  | 2-3  | 16-0 |      |
| - Victoire à domicile - Match nul - Victoire à l'extérieur |      |      |      |      |

##### Poule B
| Résultats (dom.\ext.)                                      | BEZ | LYO | MAR | GRE |
| Chats Biterrois                                            |     | 2-4 | 2-8 | 0-6 |
| Lyon Floorball Club 1                                      | 5-0 |     | 6-4 | 5-4 |
| Marseille Rascasses                                        | 9-3 | 3-3 |     | 3-3 |
| Tigres du Grésivaudan 1                                    | 5-0 | 3-3 | 7-2 |     |
| - Victoire à domicile - Match nul - Victoire à l'extérieur |     |     |     |     |

#### Matchs inter-poules
Les équipes d'une poule rencontrent les équipes de l'autre poule en match aller simples. En colonne les équipes de la poule A, en ligne celles de la poule B.
| Résultats               | Hoplites d'Ambiani | IFK Paris 1 | Nordiques FC | Paris Université Club 1 |
| Chats Biterrois         | 4-2                | 0-12        | 3-1          | 3-5                     |
| Lyon Floorball Club 1   | 7-5                | 2-3         | 9-5          | 0-2                     |
| Marseille Rascasses     | 5-3                | 4-6         | 6-1          | 4-6                     |
| Tigres du Grésivaudan 1 | 6-3                | 6-2         | 4-0          | 3-3                     |

### Playoffs
|  | Demi-finales                        | Demi-finales            |                        |   | Finale                  | Finale                  |
|  | Demi-finales                        | Demi-finales            |                        |   | Finale                  | Finale                  |
|  |                                     |                         |                        |   |                         |                         |
|  | 12 mai 2012 à Tourcoing             | 12 mai 2012 à Tourcoing |                        |   | 13 mai 2012 à Tourcoing | 13 mai 2012 à Tourcoing |
|  | 12 mai 2012 à Tourcoing             | 12 mai 2012 à Tourcoing |                        |   | 13 mai 2012 à Tourcoing | 13 mai 2012 à Tourcoing |
|  | A-1: IFK Paris                      | 1                       |                        |   | 13 mai 2012 à Tourcoing | 13 mai 2012 à Tourcoing |
|  | A-1: IFK Paris                      | 1                       |                        |   | 13 mai 2012 à Tourcoing | 13 mai 2012 à Tourcoing |
|  | B-2: Lyon Floorball Club            | 2                       |                        |   | 13 mai 2012 à Tourcoing | 13 mai 2012 à Tourcoing |
|  | B-2: Lyon Floorball Club            | 2                       | Lyon Floorball Club    | 4 |                         |                         |
|  | 12 mai 2012 à Tourcoing             |                         | Lyon Floorball Club    | 4 |                         |                         |
|  |                                     | Tigres du Grésivaudan 1 | 3                      |   |                         |                         |
|  | B-1: Tigres du Grésivaudan 1 (a.p.) | Tigres du Grésivaudan 1 | 3                      | 7 |                         |                         |
|  | B-1: Tigres du Grésivaudan 1 (a.p.) |                         |                        | 7 |                         |                         |
|  | A-2: Paris Université Club          | 6                       |                        |   |                         |                         |
|  | A-2: Paris Université Club          | 6                       | Match pour la 3e place |   |                         |                         |
|  |                                     |                         |                        |   |                         |                         |
|  | 13 mai 2012 à Tourcoing             |                         |                        |   |                         |                         |
|  |                                     |                         |                        |   |                         |                         |
|  | IFK Paris                           | 6                       |                        |   |                         |                         |
|  | IFK Paris                           | 6                       |                        |   |                         |                         |
|  | Paris Université Club               | 5                       |                        |   |                         |                         |
|  | Paris Université Club               | 5                       |                        |   |                         |                         |

#### Détails de la finale
| 13 mai 2012 | Tigres du Grésivaudan | 3-4 (2-1, 1-2, 0-1) | Lyon Floorball Club | Gymnase Dumortier, Tourcoing |

| Feuille de match        | Feuille de match                                                                                      | Feuille de match                          | Feuille de match                                                                                                 | Feuille de match                                |
| ----------------------- | --- | ----------------------------------------- | --- | ----------------------------------------------- |
|                         | Gabriel Tiby (C. Menon) - 04:46 Roland Pouchot (E. Pouchot) - 19:19 Roland Pouchot (L. Pezet) - 35:54 | 1 - 0 1 - 1 2 - 1 2 - 2 3 - 2 3 - 3 3 - 4 | 10:01 - Josselin Debraux 30:10 - Benoit Cadars (J. Debraux) 38:14 - CSC 58:12 - Tiuna Russo-Mendoza (Y. Ripolli) | Arbitrage : Marco Brander Michael Schwarzwälder |
| Sébastien Frasse-Sombet | Gardiens                                                                                              | Cédric Reymond                            | | Arbitrage : Marco Brander Michael Schwarzwälder |
| 2 min                   | Pénalités                                                                                             | 4 min                                     | | Arbitrage : Marco Brander Michael Schwarzwälder |
| 15                      | Tirs                                                                                                  | 28                                        | | Arbitrage : Marco Brander Michael Schwarzwälder |

### Playdowns
Les Playdowns opposaient le 3e de la poule A au 4e de la poule B et le 3e de la poule B contre le 4e de la poule A, en matchs aller-retours.
| Match | Club                   | Aller | Retour     | Total | Club                     |
| ----- | ---------------------- | ----- | ---------- | ----- | ------------------------ |
| 1     | Rascasses de Marseille | 6-4   | 9-5        | 15-9  | Nordiques Floorball Club |
| 2     | Hoplites d'Ambiani     | 0-2   | 4-1 (a.p.) | 4-3   | Chats Biterrois          |

Les perdants de ces matchs aller-retours, Nordiques Floorball Club et Chats Biterrois, sont rétrogradées en Championnat de France de floorball D2 pour la saison 2012-2013

## Deuxième division
Le Championnat de France de floorball D2 2011-2012 est la 4e édition de cette compétition. Elle a été remportée par la jeune équipe de Wasquehal qui a été créée la même année. Cette saison voit également l'apparition des équipes de Nancy, Rennes et du Deux Savoies FC (entente Annecy/Chambéry).
Le deuxième niveau du championnat oppose pour cette saison 17 équipes séparées en 2 poules géographiques (nord-ouest et sud-est), elles-mêmes découpées en deux conférences.
Pendant la saison régulière, les équipes affrontent celles de leur conférence en matchs aller-retour et celles de l'autre conférence de leur zone géographique en match aller, dans des matchs de 3 périodes de 20 minutes, temps continu. Les premières équipes de chacune des 4 conférences sont qualifiées pour les playoffs avec un tirage au sort pour déterminer les demi-finales qui seront des oppositions Nord-Ouest contre Sud-Est.
Le championnat a débuté le 22 octobre 2011 et s'est terminé le 13 mai 2012. Le Français Thibault Van Nedervelde a été sacré meilleur buteur, meilleur passeur et meilleur pointeur.
| \| Hoplites d'Ambiani Caen Floorball Strasbourg Sentinelles IFK Paris Lyon Floorball Club Isere Gresivaudan Floorball Gladiateurs d'Orléans Paris Université Club Saint-Étienne Knights Grizzlys du Hainaut Dragons Bisontins Ericsson Vikings Canonniers de Nantes Rennes Floorball Club Loups Lorrains Phoenix Floorball Club Deux Savoies FC \| Localisation des clubs engagés dans le championnat. |
| Hoplites d'Ambiani Caen Floorball Strasbourg Sentinelles IFK Paris Lyon Floorball Club Isere Gresivaudan Floorball Gladiateurs d'Orléans Paris Université Club Saint-Étienne Knights Grizzlys du Hainaut Dragons Bisontins Ericsson Vikings Canonniers de Nantes Rennes Floorball Club Loups Lorrains Phoenix Floorball Club Deux Savoies FC                                                           |

### Équipes
À la suite des résultats de la saison 2010-2011, les deux équipes suivantes ont rejoint la D1 : Hoplites d'Ambiani 1 (Amiens) et Chats Biterrois (Béziers), alors que les deux équipes suivantes ont été reléguées en D2 : Canonniers de Nantes et Ericsson Vikings (Massy) pour la saison 2011-2012.

### Classement de la saison régulière

#### Poule Nord-Ouest

##### Conférence A
| Classement | Nom de l'équipe       | Points | Matchs joués | Victoires | Nuls | Défaites | Buts pour | Buts contre | Différence |
| ---------- | --------------------- | ------ | ------------ | --------- | ---- | -------- | --------- | ----------- | ---------- |
| 1          | Canonniers de Nantes  | 16     | 11           | 7         | 2    | 2        | 48        | 38          | +10        |
| 2          | Paris UC 2            | 11     | 11           | 5         | 1    | 5        | 41        | 33          | +8         |
| 3          | Gladiateurs d'Orléans | 10     | 11           | 4         | 2    | 5        | 24        | 28          | -4         |
| 4          | Panthères de Rennes   | 2      | 11           | 1         | 0    | 10       | 25        | 55          | -30        |

##### Conférence B
| Classement | Nom de l'équipe      | Points | Matchs joués | Victoires | Nuls | Défaites | Buts pour | Buts contre | Différence |
| ---------- | -------------------- | ------ | ------------ | --------- | ---- | -------- | --------- | ----------- | ---------- |
| 1          | Phoenix de Wasquehal | 24     | 12           | 12        | 0    | 0        | 108       | 22          | +86        |
| 2          | Caen Floorball       | 18     | 12           | 9         | 0    | 3        | 49        | 34          | +15        |
| 3          | Ericsson Vikings     | 12     | 12           | 6         | 0    | 6        | 47        | 49          | -2         |
| 4          | Grizzlys du Hainaut  | 11     | 12           | 5         | 1    | 6        | 38        | 44          | -6         |
| 5          | Hoplites d'Ambiani 2 | 0      | 12           | 0         | 0    | 12       | 20        | 99          | -79        |

#### Poule Sud-Est

##### Conférence C
| Classement | Nom de l'équipe        | Points | Matchs joués | Victoires | Nuls | Défaites | Buts pour | Buts contre | Différence |
| ---------- | ---------------------- | ------ | ------------ | --------- | ---- | -------- | --------- | ----------- | ---------- |
| 1          | Sentinelles Strasbourg | 18     | 10           | 9         | 0    | 1        | 79        | 21          | +58        |
| 2          | Dragons Bisontins      | 11     | 9            | 5         | 1    | 3        | 49        | 36          | +13        |
| 3          | Loups Lorrains         | 5      | 10           | 2         | 1    | 7        | 23        | 45          | -22        |
| 4          | IFK Paris 2            | 4      | 9            | 1         | 2    | 6        | 22        | 68          | -46        |

En poule C, le forfait des Loups Lorrains a entraîné l’annulation du dernier tour de saison régulière. Le match prévu lors de ce tour entre IFK Paris 2 et les Dragons Bisontins a été annulé sur décision de la Commission des Compétitions. Le classement final de la Poule C tient compte de ces évènements et décisions.

##### Conférence D
| Classement | Nom de l'équipe         | Points | Matchs joués | Victoires | Nuls | Défaites | Buts pour | Buts contre | Différence |
| ---------- | ----------------------- | ------ | ------------ | --------- | ---- | -------- | --------- | ----------- | ---------- |
| 1          | Saint-Étienne Knights   | 19     | 10           | 9         | 1    | 0        | 54        | 25          | +29        |
| 2          | Pirates du Rhône 2      | 10     | 10           | 5         | 0    | 5        | 40        | 41          | -1         |
| 3          | Deux Savoies FC         | 6      | 10           | 3         | 0    | 7        | 32        | 55          | -23        |
| 4          | Tigres du Grésivaudan 2 | 5      | 10           | 2         | 1    | 7        | 30        | 38          | -8         |

### Playoffs
|  | Demi-finales           | Demi-finales           |                        |   | Finale                 | Finale                 |
|  | Demi-finales           | Demi-finales           |                        |   | Finale                 | Finale                 |
|  |                        |                        |                        |   |                        |                        |
|  | 12 mai 2012, Tourcoing | 12 mai 2012, Tourcoing |                        |   | 13 mai 2012, Tourcoing | 13 mai 2012, Tourcoing |
|  | 12 mai 2012, Tourcoing | 12 mai 2012, Tourcoing |                        |   | 13 mai 2012, Tourcoing | 13 mai 2012, Tourcoing |
|  | Nantes                 | 3                      |                        |   | 13 mai 2012, Tourcoing | 13 mai 2012, Tourcoing |
|  | Nantes                 | 3                      |                        |   | 13 mai 2012, Tourcoing | 13 mai 2012, Tourcoing |
|  | Strasbourg             | 6                      |                        |   | 13 mai 2012, Tourcoing | 13 mai 2012, Tourcoing |
|  | Strasbourg             | 6                      | Strasbourg             | 5 |                        |                        |
|  | 12 mai 2012, Tourcoing |                        | Strasbourg             | 5 |                        |                        |
|  |                        | Wasquehal              | 8                      |   |                        |                        |
|  | Wasquehal              | Wasquehal              | 8                      | 6 |                        |                        |
|  | Wasquehal              |                        |                        | 6 |                        |                        |
|  | Saint-Étienne          | 4                      |                        |   |                        |                        |
|  | Saint-Étienne          | 4                      | Match pour la 3e place |   |                        |                        |
|  |                        |                        |                        |   |                        |                        |
|  | 13 mai 2012, Tourcoing |                        |                        |   |                        |                        |
|  |                        |                        |                        |   |                        |                        |
|  | Nantes                 | 4                      |                        |   |                        |                        |
|  | Nantes                 | 4                      |                        |   |                        |                        |
|  | Saint-Étienne          | 5                      |                        |   |                        |                        |
|  | Saint-Étienne          | 5                      |                        |   |                        |                        |

À l'issue de ces playoffs, Wasquehal et Strasbourg doivent être promus en D1. Mais les Sentinelles de Strasbourg anticipent des départs de leurs joueurs et refusent la promotion. C'est ainsi Saint-Étienne, 3e, qui est repêché pour accéder au Championnat de France de floorball D1 2012-2013.